# Terry (Mississippi)
Terry is een plaats (town) in de Amerikaanse staat Mississippi, en valt bestuurlijk gezien onder Hinds County.

## Demografie
Bij de volkstelling in 2000 werd het aantal inwoners vastgesteld op 664.
In 2006 is het aantal inwoners door het United States Census Bureau geschat op 721, een stijging van 57 (8,6%).

## Geografie
Volgens het United States Census Bureau beslaat de plaats een oppervlakte van
6,0 km², geheel bestaande uit land. Terry ligt op ongeveer 88 m boven zeeniveau.

## Plaatsen in de nabije omgeving
De onderstaande figuur toont nabijgelegen plaatsen in een straal van 24 km rond Terry.